# Bildirtchinli
Bildirtchinli est un village de la région de Tərtər en Azerbaïdjan.

## Population
Selon les statistiques de 2009, la population du village est de 154 personnes.

## Géographie
Le village de Bildirtchinli de la région de Tərtər est situé dans la circonscription administrative du village de Sarov.